# Egbert Koersen
Egbert Koersen (auch: Egidus Koersen; * 1950) ist ein ehemaliger niederländischer Radrennfahrer.
Nach seiner aktiven Rennfahrerzeit war er Teammanager beim niederländischen Radsportteam Koga-Miyata.

## Palmarès
| Jahr | Erfolg | Erfolg           | Rennen                                 |
| ---- | ------ | ---------------- | -------------------------------------- |
| 1976 | Sieger | 5. Etappe        | Olympia’s Tour                         |
| 1977 | 3.     | 3.               | Ronde van Drenthe (Niederlande)        |
| 1978 | 2.     | 2. Etappe        | Tour du Hainaut Occidental (Belgien)   |
| 1978 | 3.     | Gesamtwertung    | Tour du Hainaut Occidental (Belgien)   |
| 1978 | 2.     | 4. und 6. Etappe | Olympia’s Tour                         |
| 1979 | Sieger | Sieger           | Ronde van Groningen (Niederlande)      |
| 1979 | Sieger | Sieger           | Ronde van Surhuisterveen (Niederlande) |
| 1980 | 3.     | 3.               | Ronde van Groningen (Niederlande)      |
| 1980 | Sieger | 7. Etappe        | Friedensfahrt                          |
| 1981 | 2.     | 2.               | Ronde van Overijssel (Niederlande)     |
| 1982 | 3.     | 3.               | Ronde van Zuid-Friesland (Niederlande) |